# Zell am Main
Zell am Main (amtlich: Zell a.Main), kurz Zell genannt, ist ein Markt im Landkreis Würzburg im Süden des Regierungsbezirks Unterfranken. Der Hauptort liegt etwa fünf Kilometer nordwestlich der Stadt Würzburg am Main.

## Geographie

### Geographische Lage
Zell am Main liegt auf der linken Mainseite. Es grenzt im Uhrzeigersinn beginnend im Norden an: Margetshöchheim, Veitshöchheim, Würzburg, Höchberg, Waldbüttelbrunn, Hettstadt und Leinach. Durch Zell verläuft der Fränkische Marienweg.
Zell ist der namensgebende Hauptort der Synklinale Zeller Mulde. Aufgrund der Anordnung der Schichtenpakete drücken hier insgesamt 25 Süßwasserquellen aus dem Gestein des Zellerberges und des Norbertusheimstollens. Die sogenannten Zeller Quellen sind ein bedeutender Faktor für die Trinkwasserversorgung der nahegelegenen Stadt Würzburg.

### Gemeindegliederung
Der Markt Zell besteht aus den Gemeindeteilen Zell (auch Unterzell) und Oberzell.

## Geschichte

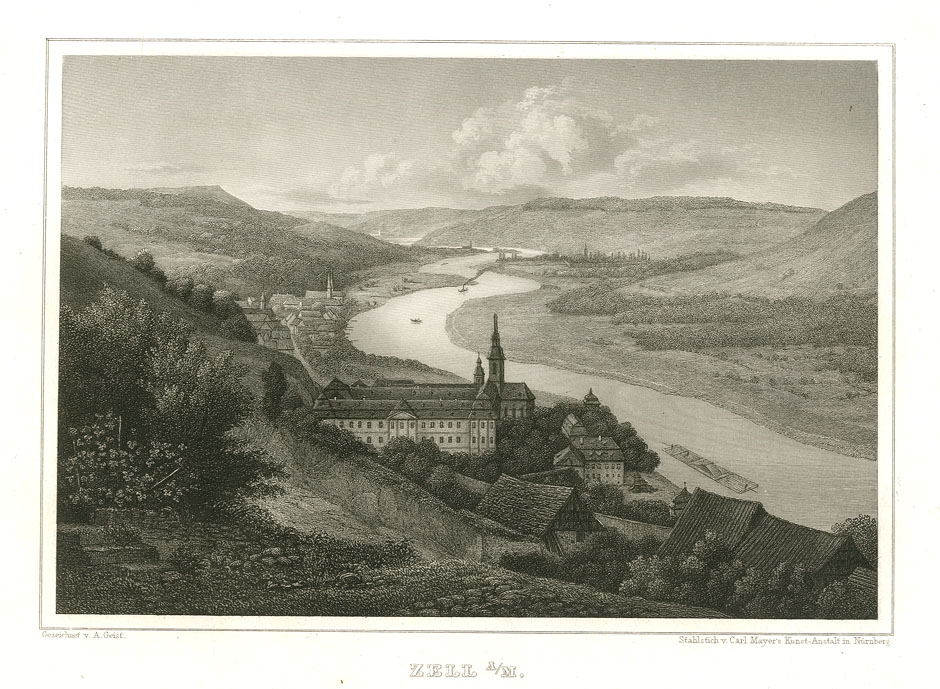
Zell am Main, um 1847

### Bis zum 19. Jahrhundert
Als Ortschaft wird Zell erstmals 1128 anlässlich der Gründung des Prämonstratenser-Klosters Oberzell urkundlich erwähnt. Eine Pfarrkirche wird dem Ort von verschiedenen Chronisten bereits für das Jahr 983 zugeschrieben. Für das Jahr 985 ist der hl. Laurentius als Kirchenpatron von Zell belegt. Das damalige Dörfchen der Fischer und Häcker ist also einige Jahrhunderte älter als die Urkunde von 1128.
Der Ort hat insbesondere durch das noch intakte Kloster Oberzell, wie auch durch das im Zweiten Weltkrieg zerstörte Kloster Unterzell eine wechselvolle Geschichte.
Das Amt des Hochstifts Würzburg fiel bei der Säkularisation an Bayern, wurde 1805 (Friede von Pressburg) Erzherzog Ferdinand von Toskana zur Bildung des Großherzogtums Würzburg überlassen und kam mit diesem 1814 endgültig an Bayern. Im Jahre 1817 gründeten Friedrich Koenig und Andreas Bauer in dem zu dieser Zeit säkularisierten Kloster Oberzell das Unternehmen Koenig & Bauer. 1901 verlegte Koenig & Bauer seine Fabrikationsstätten auf die andere Mainseite nach Würzburg. In der Folge wurde eine Mainbrücke errichtet und 1903 eingeweiht.
Rabbi Mendel Rosenbaum aus Theilheim bei Werneck erwarb mit anderen das ehemalige Kloster Unterzell und siedelte 1822 mit Familie und Lazarus Bergmann dahin über. Im Zuge der Hep-Hep-Krawalle 1819 waren viele Jeschivahstudenten und andere Juden aus Würzburg ins Umland geflohen, unter anderem zu Rosenbaum nach Theilheim. Rosenbaum und Bergmann gründeten mit einigen der geflohenen Würzburger in Unterzell eine neue jüdische Gemeinde, deren Rabbiner Rosenbaum wurde, und in der Folge auch eine Talmudschule.
Neben seinem bisherigen Erwerb als Vieh- und Warenhändler errichtete Rosenbaum in Unterzell einen Kolonialwarenhandel und eine Nagelschmiede. Ab 1825 leitete Bergmann die Nagelschmiede, nach seiner Alijah mit Frau und Kindern 1834 führte Rosenbaums ältester Sohn Nagelschmiedemeister Moses Rosenbaum sie fort.
Rosenbaums wirtschaftliche Unternehmungen in Unterzell mit der in Oberzell ansässigen Schnelldruckpressenfabrik Koenig & Bauer waren ausschlaggebend dafür, dass Ober- und Unterzell 1833 zusammengefasst als Zell am Main das Marktrecht erhielten.
Verhandlungen über eine Eingemeindung von Zell nach Würzburg scheiterten 1927.

### Etymologie
Dem Namen liegt mittellateinisch cella oder mittelhochdeutsch cëlla, im Sinne von Wirtschaftshof, zugrunde. Seit dem 13. Jahrhundert wurden die Zusätze Ober-, Mittel- und Nieder- zur Unterscheidung der Klosternamen verwendet. Sie beziehen sich auf die Höhenlage im Maintal.
Frühere Schreibweisen des Ortes aus diversen historischen Karten und Urkunden waren:
| - 1128 Cella - 1217 Celle - 1259 Cella - 1295 Cellis | - 1321 Celle - 1376 Zelle - 1497 Zell - 1888 Zell am Main |

### Einwohnerentwicklung
| Jahr      | 1840 | 1900 | 1939 | 1950 | 1961 | 1970 | 1987 | 1991 | 1995 | 2001 | 2005 | 2010 | 2015 |
| Einwohner | 1339 | 1507 | 1902 | 2813 | 2981 | 3244 | 3226 | 3562 | 3720 | 3989 | 4207 | 4335 | 4299 |

## Religion
Von der Bevölkerung sind 65,07 % katholisch, 21,24 % evangelisch und 13,69 % anderer Religionen zugehörig oder konfessionslos. Die hohe Prozentzahl der Katholischgläubigen ist zum einen auf den Herrschaftsbereich des Hochstifts Würzburg, zum anderen auf die Kloster Ober- und Unterzell zurückzuführen. Heute ist nur noch das Kloster Oberzell intakt. In ihm leben seit 1901 die Dienerinnen der hl. Kindheit Jesu, welche 1854 von Antonie Werr gegründet wurden. Weiter befindet sich noch auf dem Stadtgebiet katholische St.-Laurentius-Kirche (Dekanat Würzburg links des Mains) und die evangelische Versöhnungskirche (Evangelisch-Lutherisches Dekanat Würzburg). Der 1822 gegründeten jüdischen Gemeinde (Distriktsrabbinat Würzburg) diente zunächst Mendel Rosenbaum als Rabbiner, ihm folgte 1868 sein Sohn Elias Raphael und diesem wiederum 1886 dessen jüngerer Bruder Rabbi Jona, der 1894 verschied.

## Politik

### Marktgemeinderat
Im Marktgemeinderat sitzen neben dem Ersten Bürgermeister 16 Mitglieder:
| Partei/Liste                                                       | Kommunalwahl 2020 | Kommunalwahl 2014 |
| ------------------------------------------------------------------ | ----------------- | ----------------- |
| CSU/FZB (Freie Zeller Bürger)                                      | 5                 | 9                 |
| SPD/BB/GAL (Bürgerbündnis Zell am Main und Grüne Alternative Zell) | -                 | 7                 |
| SPD/Junge Liste Zell                                               | 4                 | -                 |
| Zeller Mitte/Freie Wähler                                          | 4                 | -                 |
| Bündnis 90/Die Grünen                                              | 3                 | -                 |

### Bürgermeister
Ab Oktober 2007 übernahm Anita Feuerbach nach dem Rücktritt von Franz Nagelstutz zunächst kommissarisch die Amtsgeschäfte und war vom 3. März 2008 bis 30. April 2020 hauptamtliche 1. Bürgermeisterin. Bei der Wahl 2020 trat sie nicht mehr an. Ihr Nachfolger Joachim Kipke erreichte unter drei Bewerber am 15. März 2020 die zweitmeisten Stimmen (34,31 %) und wurde in der Stichwahl am 29. März 2020 mit 55,9 % der Stimmen gewählt. Seine Amtszeit begann am 1. Mai 2020.
Zweiter Bürgermeister ist Sebastian Rüthlein (SPD), Dritter Bürgermeister ist Silvia Schlagmüller (CSU).
Erste Bürgermeister des Marktes Zell a. Main:
| 1870–1876 | Friedrich Koenig                                           |
| 1876–1877 | Heinrich Pfaff                                             |
| 1877–1900 | Kaspar Ettlinger                                           |
| 1900–1906 | Ferdinand Albert                                           |
| 1906–1912 | Franz Kuff                                                 |
| 1912–1919 | Heinrich Fasel                                             |
| 1919–1933 | Stefan Ettlinger                                           |
| 1933–1935 | Walter Kohl                                                |
| 1935–1945 | Adolf Röhr                                                 |
| 1945      | Walter Kohl                                                |
| 1945      | Stefan Ettlinger                                           |
| 1946–1956 | Ludwig Seufert                                             |
| 1956–1964 | Emil Kunzemann                                             |
| 1964–1984 | Josef Meichsner (CSU; 1922–2020)                           |
| 1984–2002 | Dieter Weidenhammer (SPD/Wählergemeinschaft)               |
| 2002–2007 | Franz Nagelstutz (CSU/FZB) Rücktritt am 30. September 2007 |
| 2007–2020 | Anita Feuerbach (CSU/FZB)                                  |
| seit 2020 | Joachim Kipke (Zeller Mitte – Freie Wähler e. V.)          |

### Partnergemeinden
Seit 1993 ist Dozulé in der Normandie (Frankreich) Partnergemeinde von Zell. Diese liegt nur 25 km entfernt von der Partnerstadt Würzburgs, Caen.

### Wappen
| Wappen von Zell am Main | Blasonierung: „In Silber wachsend der hl. Laurentius in blauer Tunika mit goldenem Nimbus in der Rechten die grüne Siegespalme in der Linken den blauen Rost haltend.“ |
| Wappen von Zell am Main | |

## Kultur und Sehenswürdigkeiten

### Bauwerke
- Kloster Oberzell mit Gebäuden von Balthasar Neumann
- Kloster Unterzell mit der Ev. Versöhnungskirche in der Klosterruine
- Wasserwerk Zell mit mehreren Stollen (funktionsfähig seit dem 6. Mai 1900[17])
- Schützenhaus in der Feldscheune
- Katholische Kirche St. Laurentius mit einer Pietà (Vesperbild) von Tilman Riemenschneider
- Evangelische Versöhnungskirche, ehemals Klosterkirche von Unterzell
- Pfaffsmühle
- Laubhütte im Judenhof (ehemaliges Kloster Unterzell)

### Museen
- Wassermuseum[18]

### Regelmäßige Veranstaltungen
Am letzten Wochenende im Juni präsentieren sich auf dem jährlich stattfindenden „Laurentius-Fest“ Zeller Vereine und Gruppierungen mit kulinarischen Köstlichkeiten.
Die im Jahr 2002 eingeführte Zeller „Kulturmeile“ findet im 2-jährlichen Turnus am letzten Wochenende im Mai oder in der 1. Juni-Woche statt.

## Wirtschaft und Infrastruktur
Die Marktgemeinde ist seit 2004 schuldenfrei. Trotz umfangreicher Investitionen in die gemeindliche Infrastruktur in den letzten Jahren (Ankauf und Umbau Gasthaus Rose, Schiffsanlegestelle, Ankauf Anwesen Judenhof, Beteiligung an Seniorenwohnanlage, Sanierung der Friedhöfe, Neubau des Dachs der Maintalhalle (erbaut 1977 bis 1981), Gestaltung Kelterhof und Stollenvorplatz etc.) konnten erhebliche Rücklagen gebildet werden.

### Unternehmen
Im Gewerbegebiet befinden sich die Automobile Breitenberger Chrysler Jeep und Dodge Vertragspartner, die Schreinerei Auinger sowie zahlreiche Handwerker und kleinere Firmen.

### Bildungseinrichtungen
Neben einer Grundschule (1.–4. Klasse) und einem Caritas-Kindergarten gibt es im Kloster Oberzell eine Montessori-Schule (Grund- und Hauptschule). Seit September 2007 besteht im Kloster Oberzell auch eine Montessori-Fachoberschule. Im November 2006 wurde eine Kinderkrippe (Montessori) in der Pfaffsmühle eröffnet.

### Verkehr
Die Buslinie 522 des ÖPNV bedient Zell vom Busbahnhof Würzburg über die Zellerau im 20- bzw. 30-Minuten-Takt, an Sonn- und Feiertagen verkehrt die Linie alle 60 Minuten (Fahrzeit 15–25 Minuten). Im Ort selbst verkehrt mehrmals in der Woche der Bürgerbus kostenfrei. Des Weiteren gibt es auf Würzburger Grund den Bahnhof Würzburg-Zell, von dem Regionalzüge zum Hauptbahnhof Würzburg oder in Richtung Gemünden verkehren. Von der Schiffsanlegestelle kann man in den Sommermonaten tagsüber ungefähr alle 60 Minuten nach Würzburg zum Alten Kranen oder nach Veitshöchheim fahren.
Am 26. März 2010 sperrte die Stadt Würzburg die Verbindungsstraße Zeller Bock aus Sicherheitsgründen. Statiker hatten festgestellt, dass die Straße nicht mehr sicher ist. Nach über 6-jähriger Bauzeit wurde der Zeller Bock am 17. April 2016 wieder dem Verkehr freigegeben.

## Persönlichkeiten
- Andreas Joseph Fahrmann (1742–1802), römisch-katholischer Geistlicher, Moraltheologe und Weihbischof
- Andreas Joseph Hofmann (1752–1849), in Zell am Main geborener Philosoph und Revolutionär
- Nikolaus Hermann (1820–1898), Chronist und Gemeindebevollmächtigter von Zell am Main[22]
- Anton von Scholz (1829–1908), katholischer Theologe und Seelsorger, Cooperator in Zell am Main, später Hochschullehrer und Rektor an der Julius-Maximilians-Universität Würzburg
- Johann Baptist Stamminger (1836–1892), in Zell am Main geborener Priester, Bibliothekar und Politiker